# I Never Thought I'd Live to Be a Hundred
I Never Thought I'd Live to Be a Hundred (1:05) is een kort lied dat Justin Hayward schreef voor The Moody Blues.
Het is de vijfde track van het conceptalbum To Our Children's Children's Children, een album over ruimtereizen en eeuwigheid. Het lied in vijf regels wordt daarbij door Hayward zelf enigszins gelaten uitgevoerd, zang met akoestische gitaar. Het kent geen refrein en eigenlijk geen slot (het gaat direct over in Beyond), hetgeen Geoff Fakes een indruk van droefheid en eenzaamheid geeft. I Never Thought is de vijfde track van kant 1 van de originele langspeelplaat.
Het lied vindt haar echo in het qua tijd (0:33) en tekst (drie regels) nog kortere I Never Thought I'd Live to Be a Million.  Deze track was de vijfde op de B-kant van de langspeelplaat, dat aansluitend wordt afgesloten door Watching and Waiting.